# Lâu đài Loket
Lâu đài Loket (tiếng Séc: Hrad Loket) là một lâu đài mang phong cách kiến trúc Gothic - Romanesque, tọa lạc ở gần sông Ohře, tại thị trấn Loket, thuộc huyện Sokolov, vùng Karlovarský, Cộng hòa Séc. Công trình này có tên trong danh sách các di tích văn hóa của Cộng hòa Séc.

## Lịch sử
Lâu đài Loket được xây dựng theo phong cách kiến trúc Gothic - Romanesque vào thế kỷ 13. Lúc bấy giờ, một khu định cư cũng được dựng lên ở xung quanh các bức tường lâu đài, và sau đó trở thành một thị trấn hoàng gia. Vì vậy, các thành viên hoàng gia thường đến thăm lâu đài này. Trong các cuộc chiến tranh Hussite vào đầu thế kỷ 15, người Hussite cố gắng chinh phục lâu đài, nhưng không thành công. Sau đó, lâu đài được trùng tu và mở rộng dưới thời trị vì của vua Wenceslaus IV. Năm 1434, vua Sigismund của Luxemburg đã giao quyền quản lý lâu đài cho thủ tướng Kašpar Slik. Gia tộc Slik sở hữu lâu đài Loket trong hơn 100 năm.
Lâu đài và thị trấn Loket bị tàn phá trong chiến tranh Ba Mươi Năm. Trong giai đoạn 1792 - 1948, một phần của lâu đài được chuyển đổi thành một nhà tù địa phương.
Hiện nay, lâu đài Loket được sử dụng làm nơi trưng bày những hiện vật lịch sử, bao gồm: các loại vũ khí, một mảnh thiên thạch (từng rơi vào sân lâu đài vào tháng 8 năm 1422), ngôi nhà (có từ thế kỷ 15), cung điện (có từ thế kỷ 16), phòng giam và dụng cụ tra tấn (có từ thế kỷ 19).